# 离散两点空间
拓扑学中，离散两点空间（discrete two-point space）是最简单的完全不连通离散空间。点可以径直记作0和1。

## 性质
任何不连通空间都有到离散两点空间的非恒定连续映射。反之，若从拓扑空间到离散两点空间存在非恒定连续映射，则这个空间就是不连通的。